# Fernmeldeturm Deilingen
Der Fernmeldeturm Deilingen ist ein Grundnetzsender der Deutschen Funkturm, der im Jahr 1961 errichtet wurde.
Der 65 Meter hohe Sendeturm befindet sich auf dem 980 Meter hochgelegenen Höhenwiese Schlichte, auf dem Bergrücken des Montschenloch, inmitten der Region der 10 Tausender, dem höchsten Teil der Schwäbischen Alb, südöstlich der Ortschaft Deilingen und 10 km östlich von Rottweil.
Als Grundnetzsender Rottweil versorgte der Sendeturm früher weite Teile der Schwäbischen Alb mit dem zweiten und dritten Fernsehprogramm. Im Zuge der Analogabschaltung wurden am 27. November 2007 die analogen Fernsehprogramme abgeschaltet, die Versorgung der Region mit digitalem Fernsehen im DVB-T-Standard ist seitdem durch den Sender Raichberg sichergestellt. Nach der Abschaltung der analogen Fernsehprogramme wurde der Aufsatzmast demontiert und die Turmhöhe verringerte sich von 98 Meter auf 65 Meter.
Die Richtfunkanlagen hat der nahe, 1980 errichtete Fernmeldeturm Plettenberg übernommen. Heute dient der Sendeturm nur noch dem Mobilfunk und dem BOS-Funk.
Unterhalb des Fernmeldeturms befindet sich die bewirtschaftete Berghütte Hütte am Turm.

## Frequenzen und Programme

### Digitales Radio (DAB)
Seit dem 3. November 2021 wird der SWR-Multiplex ausgestrahlt.
| Block                  | Programme (Datendienste) | ERP (kW) | Antennen- diagramm rund (ND), gerichtet (D) | Polarisation horizontal (H)/ vertikal (V) | Gleichwellennetz (SFN) |
| ---------------------- | --- | -------- | ------------------------------------------- | ----------------------------------------- | --- |
| 8D SWR BW S (D__00235) | DAB+ Block des SWR - SWR1 BW (112 kbps) - SWR Kultur (128 kbps) - SWR3 (Rheinland bis Bodensee) (112 kbps) - SWR4 FN (Studio Friedrichshafen) (112 kbps) - SWR4 FR (Südbaden) (112 kbps) - SWR4 S (Studio Stuttgart) (112 kbps) - SWR4 TU (Studio Tübingen) (112 kbps) - SWR4 UL (Studio Ulm) (112 kbps) - SWR Aktuell (72 kbps) - DASDING (112 kbps) - EPG (24 kbps) - TPEG (16 kbps) | 5        |                                             | V                                         | Bad Urach, Baiersbronn, Blauen, Brandenkopf, Eggberg (Bad Säckingen), Elzach Elztal, Eyachtal (Albstadt-Ebingen), Feldberg im Schwarzwald, Freiburg (Schönberg), Hornisgrinde, Raichberg, Reutlingen (Scheibengipfel), Reifersberg, Schramberg, Rottweil (Deilingen), Schutterlindenberg, Sigmaringen, Ulm/Kuhberg, Villingen-Schwenningen, Wannenberg, Witthoh |

### Analoges Fernsehen
Bis zur Analog-Abschaltung kamen von hier folgende Programme:
| Kanal | Frequenz (MHz) | Programm                        | ERP (kW) | Sendediagramm rund (ND)/ gerichtet (D) | Polarisation horizontal (H)/ vertikal (V) |
| ----- | -------------- | ------------------------------- | -------- | -------------------------------------- | ----------------------------------------- |
| 35    | 583,25         | ZDF                             | 260      | D                                      | H                                         |
| 55    | 743,25         | SWR Fernsehen Baden-Württemberg | 260      | D                                      | H                                         |